# ZooMS
ZooMS (eng. zooarchaeology by mass spectrometry) är en laborativ metod som identifierar djurarter med hjälp av kännetecknande peptidsekvenser i proteinet kollagen genom masspektrometri. Man tar vanligen prover från ben, tänder, horn eller artefakter från arkeologiska utgrävningar. I stället för att titta på djurets DNA tittar ZooMS på ett protein som alstras med DNA:t som byggritning. Metoden utvecklades av Matthew Collins och Michael Buckley och publicerades 2010.
På samma sätt som när man analyserar gammalt DNA kan ZooMS identifiera djurarten bakom bearbetade benföremål och små fragment där inga formelement finns kvar, och båda metoderna är smidiga eftersom man bara behöver skicka ett litet prov av materialet, inte hela benet eller artefakten. En fördel med ZooMS är dock att den metoden är väsentligt billigare.